# 萊斯廳

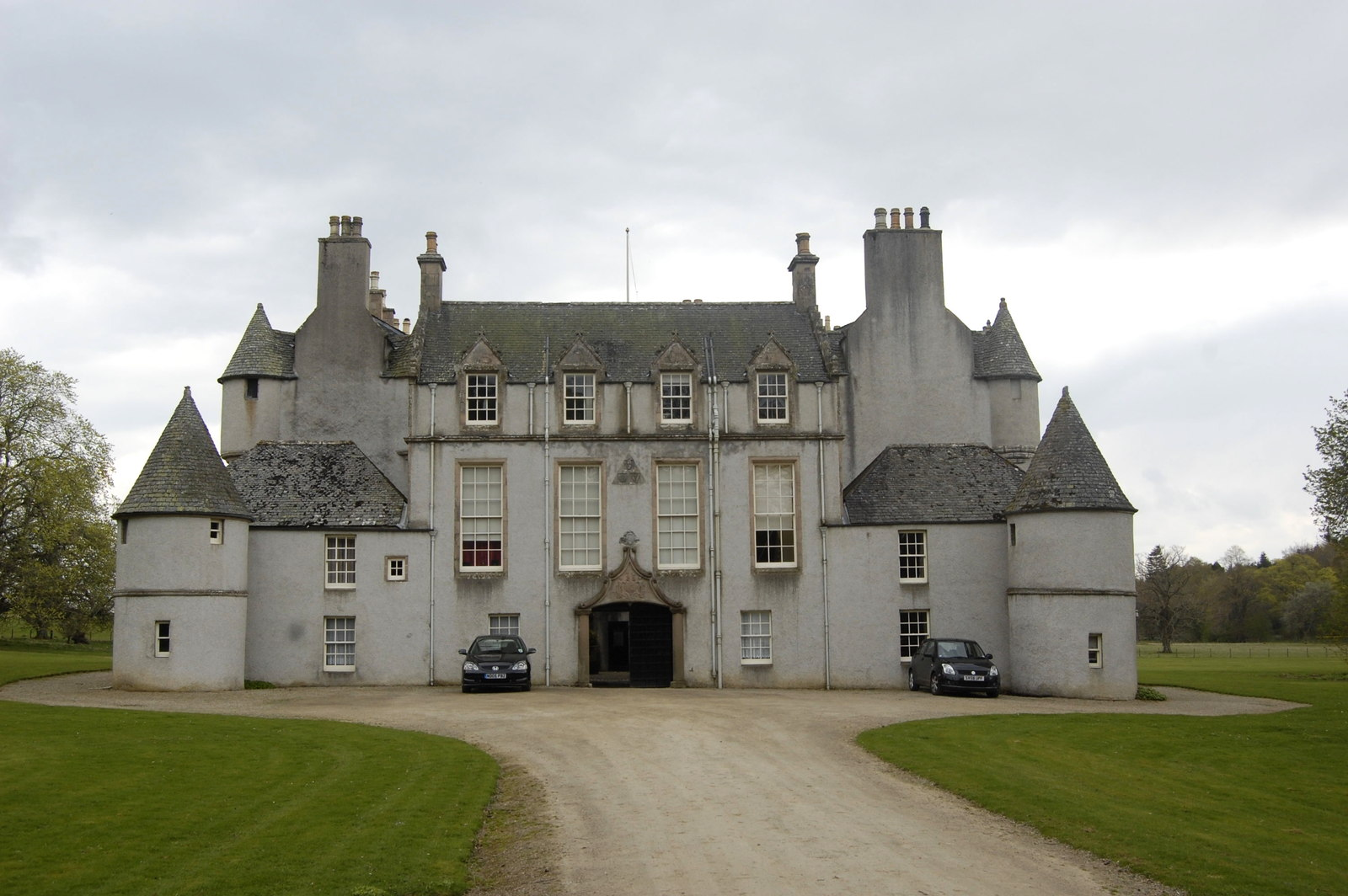
萊斯廳西側正面

萊斯廳（Leith Hall）是一座位於英國蘇格蘭阿伯丁郡的英國鄉村別墅。這座建築修建於1650年，位於一座中世紀城堡的遺址之上。自1945年開始，萊斯廳由蘇格蘭國民信託管理。萊斯廳的面積達286-英畝（1.16-平方）（包括花園）。 

## 外部連結
- 维基共享资源上的相關多媒體資源：萊斯廳
- Leith Hall Garden & Estate （页面存档备份，存于）, National Trust for Scotland
- Leith Hay family site （页面存档备份，存于）

57°21′22.52″N 2°45′53.11″W / 57.3562556°N 2.7647528°W